# سكوت مايرز
سكوت مايرز (بالإنجليزية: Scott Myers)‏ هو رسام أمريكي، ولد في 1958.

## وصلات خارجية
- الموقع الرسمي